# Bebidas
Bebidas is een bestuurslaag in het regentschap Oost-Lombok van de provincie West-Nusa Tenggara, Indonesië. Bebidas telt 7421 inwoners (volkstelling 2010).